# Sergio Endrigo (album)
Sergio Endrigo è il primo album del cantautore italiano Sergio Endrigo, pubblicato dalla RCA nel 1962.
L'album esiste in due edizioni: la prima consta di copertina apribile, caratterizzata dalla presentazione di Gaio Fratini in italiano e inglese. La copertina è stata realizzata da Gino Paoli, al tempo pittore.
La seconda, invece, presenta una copertina chiusa con foto di Endrigo e sul retro la presentazione di Fratini solo in italiano.

## Il disco
L'album contiene Io che amo solo te, una tra le più famose dell'artista. Nel disco spiccano inoltre canzoni come Il soldato di Napoleone, il cui testo fu scelto da Endrigo da una raccolta di poesie di Pier Paolo Pasolini dal titolo La meglio gioventù. Altri brani degni di nota sono Aria di Neve, Vecchia balera, brano malinconico nel quale Endrigo ricorda l'inizio della sua attività come cantante di un'orchestra in una balera, e Via Broletto 34, la quale parla di un delitto a sfondo passionale. Molto noto è inoltre il brano Viva Maddalena.

## Tracce

### LP
Lato A
1. Io che amo solo te – 3:46 (Sergio Endrigo)
2. Vecchia balera – 3:05 (Sergio Endrigo)
3. La brava gente – 2:39 (Calibi, Toang)
4. La periferia – 2:27 (Sergio Endrigo)
5. Il soldato di Napoleone – 5:01 (Pier Paolo Pasolini, Sergio Endrigo)

Lato B
1. Basta così – 3:10 (Sergio Endrigo)
2. Aria di neve – 2:47 (Sergio Endrigo)
3. Via Broletto, 34 – 2:07 (Sergio Endrigo)
4. Viva Maddalena – 2:32 (Sergio Endrigo)
5. La dolce estate – 3:09 (Sergio Endrigo)
6. I tuoi vent'anni – 2:26 (Calibi, Toang)

- Durata brani ricavata dalla tracklist posta sul retrocopertina dell'album originale.

## Musicisti
- Sergio Endrigo – voce
- Luis Enriquez e la sua Orchestra
- Franco Potenza – coro (brano: Aria di neve)

Note aggiuntive
- Gaio Fratini – note retrocopertina album originale [3]

## Classifica
Singoli
| Anno | Titolo del brano   | Classifica | Posizione raggiunta |
| ---- | ------------------ | ---------- | ------------------- |
| 1963 | Io che amo solo te | Hit parade | 8                   |